# Eerste nationale (krachtbal)
De eerste nationale is de hoogste afdeling van het krachtbal in Vlaanderen. Er nemen twaalf teams deel in de herencompetitie en acht in de damescompetitie. De competitie wordt georganiseerd door de Koninklijke Vlaamse Krachtbalfederatie (KVKBF).

## Herencompetitie

### Clubs seizoen 2023/2024
De teams in de eerste nationale van het krachtbal zijn:
- Osiris Aalst
- KSVV Inter Assebroek
- HO Beitem
- Sporting Brugge
- 't Klaverken Buggenhout
- KBK Ichtegem
- KRB Jabbeke
- Durf en Win Koekelare
- Avanti Lissewege
- KBC Male
- KBC Sint-Michiels
- WWR Ingelmunster

### Landskampioen
| - 1965 - '66 Sporta Beernem - 1966 - '67 Sporta Beernem - 1967 - '68 Sporta Beernem - 1968 - '69 HO Beitem - 1969 - '70 RODEMO Snellegem - 1970 - '71 Crack Club Brugge - 1971 - '72 RODEMO Snellegem - 1972 - '73 H&H Waardamme - 1973 - '74 RODEMO Snellegem - 1974 - '75 RODEMO Snellegem - 1975 - '76 Olympia Brugge - 1976 - '77 Olympia Brugge - 1977 - '78 HO Beitem - 1978 - '79 RODEMO Snellegem - 1979 - '80 HO Beitem - 1980 - '81 HO Beitem - 1981 - '82 HO Beitem - 1982 - '83 MEZ Snellegem - 1983 - '84 MEZ Snellegem - 1984 - '85 MEZ Snellegem - 1985 - '86 Inter Assebroek - 1986 - '87 MEZ Snellegem - 1987 - '88 Inter Assebroek - 1988 - '89 Inter Assebroek - 1989 - '90 MEZ Snellegem - 1990 - '91 MEZ Snellegem - 1991 - '92 MEZ Snellegem - 1992 - '93 MEZ Snellegem - 1993 - '94 't Klaverken Buggenhout - 1994 - '95 Inter Assebroek | - 1995 - '96 MEZ Snellegem - 1996 - '97 Inter Cera Assebroek - 1997 - '98 KBC Inter Assebroek - 1998 - '99 KBC Inter Assebroek - 1999 - '00 KBC Inter Assebroek - 2000 - '01 KBC Inter Assebroek - 2001 - '02 Sporting Brugge - 2002 - '03 KBC Heist - 2003 - '04 KBC Heist - 2004 - '05 KBC Heist - 2005 - '06 KBC Male - 2006 - '07 KRB Loppem - 2007 - '08 Robland Sint-Michiels - 2008 - '09 KRB Jabbeke - 2009 - '10 KBC Male - 2010 - '11 KBC Male - 2011 - '12 KBC Male - 2012 - '13 KBC Male - 2013 - '14 KBC Male - 2014 - '15 KBC Male - 2015 - '16 KBC Male - 2016 - '17 KBC Male - 2017 - '18 KBC Sint-Michiels - 2018 - '19 't Klaverken Buggenhout - 2019 - '20 geen kampioen (COVID-19) - 2020 - '21 geen kampioen (COVID-19) - 2021 - '22 KRB Jabbeke - 2022- '23 KBC Sint Michiels - 2023- '24 KBC Sint Michiels - 2024- '25 KBC Sint Michiels |

## Vrouwencompetitie

### Clubs 2023/2024
De teams in de eerste nationale van het krachtbal zijn:
- 't Botterken Baasrode
- HO Beitem
- 't Klaverken Buggenhout
- Noordster Dudzele
- KBC Heist
- Woweja Rangers Ingelmunster
- KBC Male
- KBC Sint-Michiels

### Landskampioen
| - 1972 - '73 KBC Jabbeke - 1973 - '74 KBC Jabbeke - 1974 - '75 Krüger Girls Jabbeke - 1975 - '76 Krüger Girls Jabbeke - 1976 - '77 Krüger Girls Jabbeke - 1977 - '78 Krüger Girls Jabbeke - 1978 - '79 Krüger Girls Jabbeke - 1979 - '80 Krüger Girls Jabbeke - 1980 - '81 Den Hoorn Moerkerke - 1981 - '82 Den Hoorn Moerkerke - 1982 - '83 Den Hoorn Moerkerke - 1983 - '84 't Klaverken Buggenhout - 1984 - '85 Atlas Varsenare - 1985 - '86 Atlas Varsenare - 1986 - '87 Atlas Varsenare - 1987 - '88 Atlas Varsenare - 1988 - '89 Atlas Varsenare - 1989 - '90 't Klaverken Buggenhout - 1990 - '91 Atlas Varsenare - 1991 - '92 't Klaverken Buggenhout - 1992 - '93 't Klaverken Buggenhout - 1993 - '94 KBC Male - 1994 - '95 't Klaverken Buggenhout - 1995 - '96 KRB Loppem - 1996 - '97 KRB Loppem - 1997 - '98 KRB Loppem - 1998 - '99 KRB Loppem - 1999 - '00 KRB Loppem - 2000 - '01 KRB Loppem - 2001 - '02 KRB Loppem - 2002 - '03 KRB Loppem | - 2003 - '04 Robland Sint-Michiels - 2004 - '05 Robland Sint-Michiels - 2005 - '06 't Klaverken Buggenhout - 2006 - '07 't Klaverken Buggenhout - 2007 - '08 't Klaverken Buggenhout - 2008 - '09 KBK Ichtegem - 2009 - '10 KBK Ichtegem - 2010 - '11 KBK Ichtegem - 2011 - '12 Atlas Varsenare - 2012 - '13 Atlas Varsenare - 2013 - '14 Atlas Varsenare - 2014 - '15 Atlas Varsenare - 2015 - '16 Royal KBC Sint-Michiels - 2016 - '17 Royal KBC Sint-Michiels - 2017 - '18 Royal KBC Sint-Michiels - 2018 - '19 't Botterken Baasrode - 2019 - '20 geen kampioen (COVID-19) - 2020 - '21 geen kampioen (COVID-19) - 2021 - '22 KBC Sint-Michiels - 2022- '23 't Botterken Baasrode - 2023- '24 KBC Male - 2024- '25 KBC Male |